# Lai Vai
Lai Vai ist eine historische Befestigungsanlage im osttimoresischen Suco Tutuala (Gemeinde Lautém). Im Portugiesischen werden solche Anlagen als Tranqueira (deutsch Deckung, Verschanzung) bezeichnet.
Die Anlage liegt im Süden der Insel Jaco, die der Ostspitze Timors vorgelagert ist. Innerhalb des befestigten Bereichs finden sich eine Adat-Plattform und ein Opferaltar (fataluku: tei). Sie war nach den Überlieferungen die erste geschützte Siedlung auf Jaco, der noch Pitilete und Honolati folgten. Alle drei Siedlungen gehörten dem Clan (fataluku: ratu) der Zenlai, bevor er nach Timor selbst umsiedelte.